# 아타미의 수사관
《아타미의 수사관》(熱海の捜査官 아타미노 소사칸[*])은 2010년 7월 30일부터 같은 해 9월 17일까지 TV 아사히 《금요 나이트 드라마》 시간대에 방송된 오다기리 조 주연의 텔레비전 드라마이다.

## 개요
가공의 미나미 아타미 시를 배경으로, 기억을 잃은 채 돌아온 피해자 1명이 의식을 되찾은 것으로 진전을 보인 3년 전의 여고생 실종사건의 수수께끼를 광역수사관 호시자키 켄조가 풀어나가는 미스터리 드라마이다.
이 작품은 시효경찰의 주연이었던 오다기리 조와 각본, 감독을 맡은 미키 사토시가 팀을 이뤄 제작에 참가했다.
캐치프레이즈는 “범인 이외, 대략 알아버렸습니다.”.
범인을 시작으로, 많은 수수께끼를 남긴 채 끝나, 시청자 사이에는 많은 추측이 난무하고 있다.

## 등장인물

### 광역수사관
호시자키 켄조 - 오다기리 조
본 작품의 주인공. 33세. 의미불명 단독행동으로, 도쿄 사건의 담당에서 제외됐다. 3년 전의 버스 실종 사건을 해결하기 위해 미나미 아타미 시에 파견된 광역수사관. 항상 정중하며, 서 있을 때는 뒷짐을 지는 버릇이 있다. 커피는 마시지 않으며, 항상 뜨거운 물을 마신다. 말버릇은 “아, 대체로 알아냈습니다.”
키타지마와는 예전에 한 번 깊은 관계였던 적이 있던 것 같다.
최종화에서는 죽었던 신구지가 운전하는 버스에 올라 타, 먼저 타고 있던 시노노메와 함께 라인을 넘게 된다.
키타지마 사에 - 쿠리야마 치아키
사카젠 마사미치 - 다나카 데쓰시

### 미나미 아타미 경찰서
쥬사카 오사무 - 마츠시게 유타카
미나미 아타미 경찰서장. 자신의 가설이 실패하거나, 호시자키의 말이 이해가 안되면 ‘난 더 이상 안된다’며 고개를 숙이고 주저앉아 버린다.
케이토 미츠코 - 후세 에리
경찰서 유일의 여경. 웃는 방법이 특이하며, 호시자키의 첫인상이 안 좋다는 이유로 거의 매일 장난을 친다.
이누즈카 하츠미 - 쇼지 유스케
성실한 서원. 눈치가 빠르고, 요령이 좋아 사카젠의 눈에 들었다. 키타지마에게 약간 호의를 보인다.

### 영원의 숲 학원
시키시마 미오 - 후지타니 아야코
신구지 아리토모 - 야마나카 소
시노노메 마이 - 미요시 아야카
사와라기 미코 - 야마다 아야
츠쿠요 미나미 - 사쿠라 에마
모에기 이즈미 - 오카노 마야
시지마 신야 - 야마자키 켄토
아마리 레미 - 니카이도 후미

### 미나미 아타미 주민들
히라사카 아유무 - 하기와라 마사토

## 제작진
- 각본, 연출: 미키 사토시
- 음악 : 사카구치 오사무
- 프로듀서: 오오에 타츠키 (TV 아사히), 엔다 코이치 (MMJ), 히에다 히로미치 (덴쓰)
- 기획협력: 덴쓰
- 제작: TV 아사히, MMJ

## 주제가
- 도쿄지헨 〈어서오세요 천국으로〉 (天国へようこそ)

## 부제
| 각화                                                    | 방송일          | 부제                               | 시청률 |
| ------------------------------------------------------- | --------------- | ---------------------------------- | ------ |
| 제1화                                                   | 2010년 7월 30일 | 광역수사관 호시자키 켄조           | 9.9%   |
| 제2화                                                   | 2010년 8월 06일 | 붕대소녀의 정체                    | 8.5%   |
| 제3화                                                   | 2010년 8월 13일 | 아타미의 중심에서 진실을 잡다      | 7.7%   |
| 제4화                                                   | 2010년 8월 20일 | 키타지마 사에와 사악한 자들        | 6.8%   |
| 제5화                                                   | 2010년 8월 27일 | 호시자키 켄조 소실의 위기          | 6.4%   |
| 제6화                                                   | 2010년 9월 03일 | 신구지는 어떻게 목숨을 잃었는가    | 6.6%   |
| 제7화                                                   | 2010년 9월 10일 | 진짜 범인의 과거가 과거에 과거에서 | 7.8%   |
| 최종화                                                  | 2010년 9월 17일 | 예측불능의 최악의 결말             | 9.2%   |
| 평균시청률 7.9% (시청률은 간토 지구·비디오 리서치 조사) |                 |                                    |        |

- 제3화, 4화는 《열투갑자원》 방송 때문에 30분 지연된 23:45에 방송.